# Дом Криворожского общества взаимного кредита

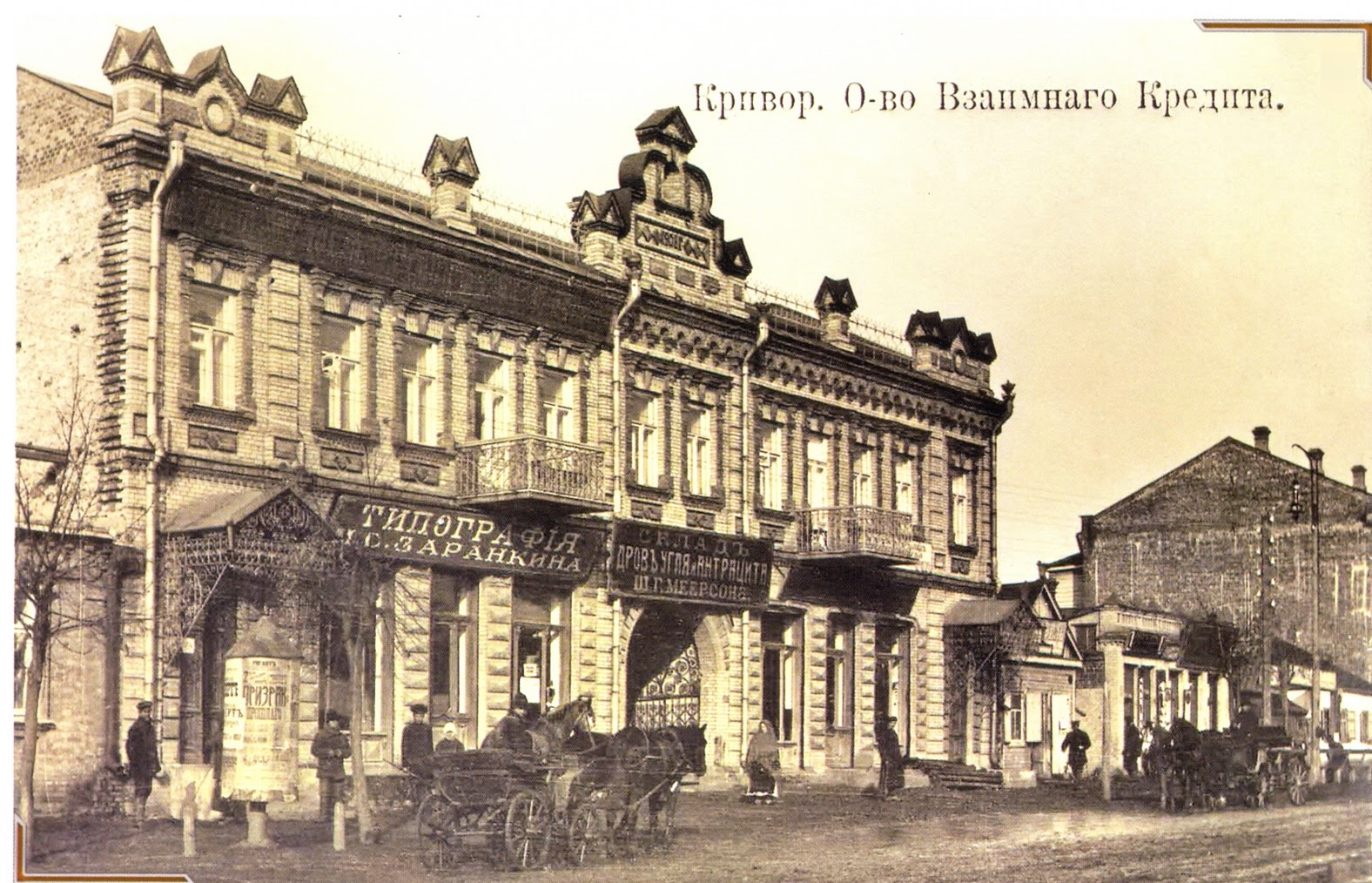

Дом Криворожского общества взаимного кредита («Дом Федоренко») — памятник архитектуры местного значения на Почтовом проспекте, в исторический центре города Кривой Рог.

## История
Построен в 1908 году из красного кирпича.
На первом этаже находилась типография И. С. Заранкина и склад дров, угля и антрацита Ш. Г. Меерсона.
На втором этаже размещалось Криворожское общество взаимного кредита, основанное в 1907 году. Председатель правления — Абраам Исаакович Юдович. Правление: Антон Михайлович Федоренко, Марк Сергеевич Фельдман. Председатель совета — доктор Израиль Евсеевич Рехес. Депутаты — Моисей Маркович Гланц, Давид Абрамович Пекарский, Аарон Давидович Уманский, Семён Петрович Переверзев, Лев Моисеевич Ножик и Абрам Маркович Пинус.
С 1919 года в здании находился уездный комитет Коммунистической партии Украины.
В 1920-х годах в здании располагалось окружное отделение Аэрохима.
12 апреля 1996 года, распоряжением главы Днепропетровской государственной администрации № 158-р, объявлено памятником архитектуры местного значения города Кривой Рог под охранным номером 138.

## Характеристика
Двухэтажное здание из красного кирпича, построенное в 1908 году.
Находится в Центрально-Городском районе по Почтовому проспекту 35.
Дом в кирпичном стиле с элементами модерна в экстерьере главного фасада. В центре первого этажа — арка.